# Дмитриев, Фёдор Александрович
Фёдор Александрович Дмитриев (19 ноября 1984, Ленинград, СССР) — российский баскетболист, выступавший за сборную России по баскетболу.
С ноября 2018 года тренер по баскетболу ГБУ СШ Красносельского района Санкт-Петербурга (команды юношей 2005, 2010, 2011, 2012, 2013 и 2015 годы рождения).

## Достижения
- 2004 — обладатель Кубка России, бронзовый призёр чемпионата России.
- 2009 — бронзовый призёр Кубка вызова ФИБА.
- 2010 — серебряный призёр чемпионата России.
- 2012 — чемпион Польши.